# بریدلیا استیپولاریس
بریدلیا استیپولاریس (نام علمی: Bridelia stipularis) نام یک گونه از راسته مالپیگی‌سانان است.